# Primavera
La Primavera (česky Jaro, původní název Venuše jako symbol jara zdobena květinami Grácií), je název obrazu namalovaného florentským renesančním malířem Sandrem Botticellim. Tento alegorický obraz vznikl někdy v letech 1485–1487 na objednávku Lorenza de Medici. Okolnosti předcházející převzetí vlády ve Florencii tímto příslušníkem vedlejší linie Medicejů našly v tomto obraze svůj odraz.
V roce 1482 se Sandro Botticelli vrátil do Florencie ze svého římského působení. Od tohoto roku se datuje přátelský vztah malíře s vládnoucím rodem Medicejů.

## Popis díla
Scéna na obraze zachycuje louku se stromy, na které se sešlo devět postav z antické mytologie. Přibližně ve středu obrazu stojí Venuše, kterou doprovází její syn Amor vznášející se nad její hlavou. Na pravém okraji obrazu vidíme Zefyra, boha západního větru přinášejícího vláhu, který pronásleduje nymfu Chlóris, následující postava představuje Flóru, Zefyrovu manželku. Na levém okraji obrazu stojí Merkur, posel bohů, se vztyčenou pravou rukou, který přivedl k Venuši tři Grácie. Pozadí obrazu tvoří stromy, které jsou umístěné na jednu úroveň s postavami. Venuše, jako hlavní postava obrazu, stojí v altánku, který vytváří větve a listí stromů.

### Použitá technika
Použitá technika je extrémně přesná. Botticelli používal vaječnou temperu, které nanášel ve velmi tenkých vrstvách.
Malíř dokázal vyjádřit chvatný pohyb figury. Vlasově ostrá čára, připomínající dřevoryt, nejenže přesně vymezuje tvar, nýbrž i kompozičně spojuje obraz. Vytvořil nový ideál ženy, s úzkým obličejem, vysedlou bradou a smutnýma očima.

## Politická symbolika

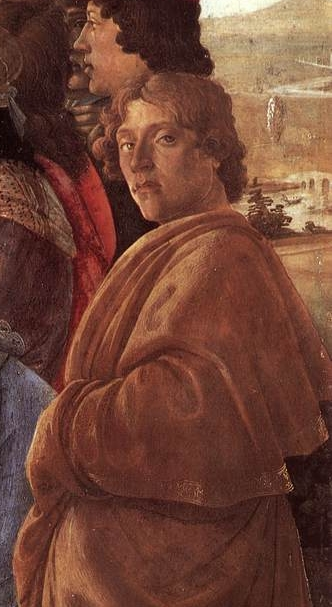
Sandro Botticelli (1445–1510) autoportrét z obrazu Klanění králů

Obraz je doslova „prošpikován“ politickými symboly týkající se osoby Lorenza di Pierfrancesca. Roku 1492 zemřel Lorenzo I. Medicejský, příslušník starší linie Medicejů. Vládu převzal Piero de Medici, který však už po dvou letech musel z Florencie odejít. Vlády se zmocnil kazatel a moralista Fra Girolamo Savonarola, který už deset let před tím kázal proti vlažné morálce ve Florencii. Získal si mezi lidmi značnou popularitu, kterou využil ve svůj prospěch. Ustanovil Boží vládu v čele s Kristem, kterého jmenoval za vládce Florencie. Z mocenských důvodů byl papežem Alexandrem VI. exkomunikován. V té době se ujal moci právoplatný následník Lorenzo di Pierfrancesco. Savonarola byl v roce 1498 popraven. Těmito událostmi se mj. zabývá román Kámen a bolest.
V letech 1485–1487 vznikla Botticelliho Primavera, kterou chtěl Lorenzo di Pierfrancesco doložit svůj oprávněný nárok na vládu ve Florencii. Současně obraz symbolickým odkazem zobrazuje mocenský spor mezi oběma liniemi rodu Medicejů.[zdroj?]
Na pravém okraji obrazu se sklánějí dva vavřínové stromy, které vyjadřují naději na nové časy města Florencie. Symbolicky tu vyznívá i samotný název města, v kterém je obsaženo jméno jedné z postavy na obraze – Flor(enti)a. Vavřín (lat. Laurus) symbolicky používali všichni členové rodu Lorenzo na osobní propagaci. Flóra (ztělesňuje manželku Lorenza di Pierfrancesca) je zjevně těhotná, což ve všeobecnosti symbolizuje příchod nových, radostných časů (Lorenzovi se v letech 1485 a 1488 narodili synové, kteří zabezpečili pokračování rodu). Další politický odkaz představuje postava boha Merkura, který je výrazně spjatý s Mediceji. Na obraze je znázorněný s mečem, což se vysvětluje jako symbol sporu mezi oběma Lorenzy. Botticelli další symbol zakomponoval do oděvů Venuše a Merkura. Venušino roucho i Merkurův plášť mají jako zvláštnost dolů směřující růže. Symbolika stálého rozkvětu města s nástupem Lorenza di Pierfrancesca je tu více než zřejmá. Pozadí obrazu tvoří stromy pomerančovníku. Pomeranče, znázorňující věčnou mladost a plodnost, měly pro Florencii i pro Medicejce mimořádný význam a na obraze tvoří jakýsi „heraldický štít“.

## Umístění obrazu

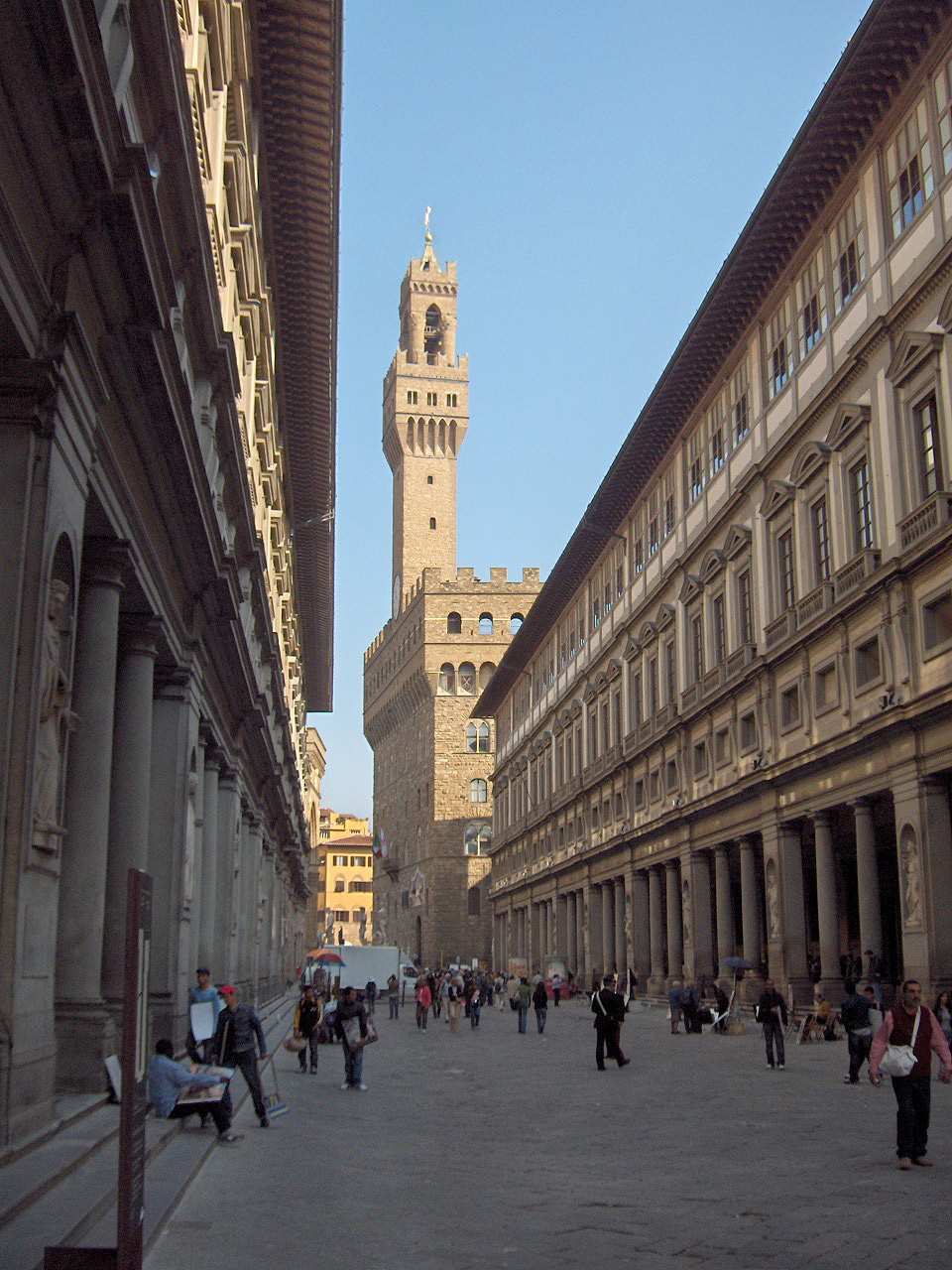
Galerie Uffizi v italské Florencii

La Primavera se spolu s dalšími Boticelliho obrazy Zrození Venuše a Pallas Athéna a Kentaur nacházela v jedné místnosti florentského paláce Lorenza de Pierfrancesca. Lorenzo roku 1477 koupil nedaleko Florencie dům, dnes známý jako Villa di Castello, kam obraz roku 1500 přemístil.
Od roku 1919 je obraz vystavený ve světoznámé florentské galerii Uffizi.  V roce 1982 byl obraz zrestaurován. 

## Galerie

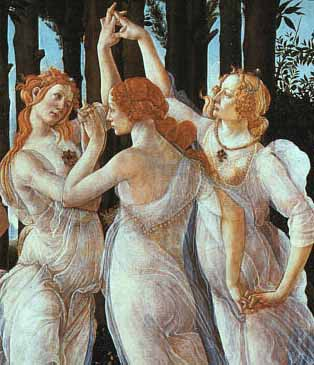
Tři Grácie
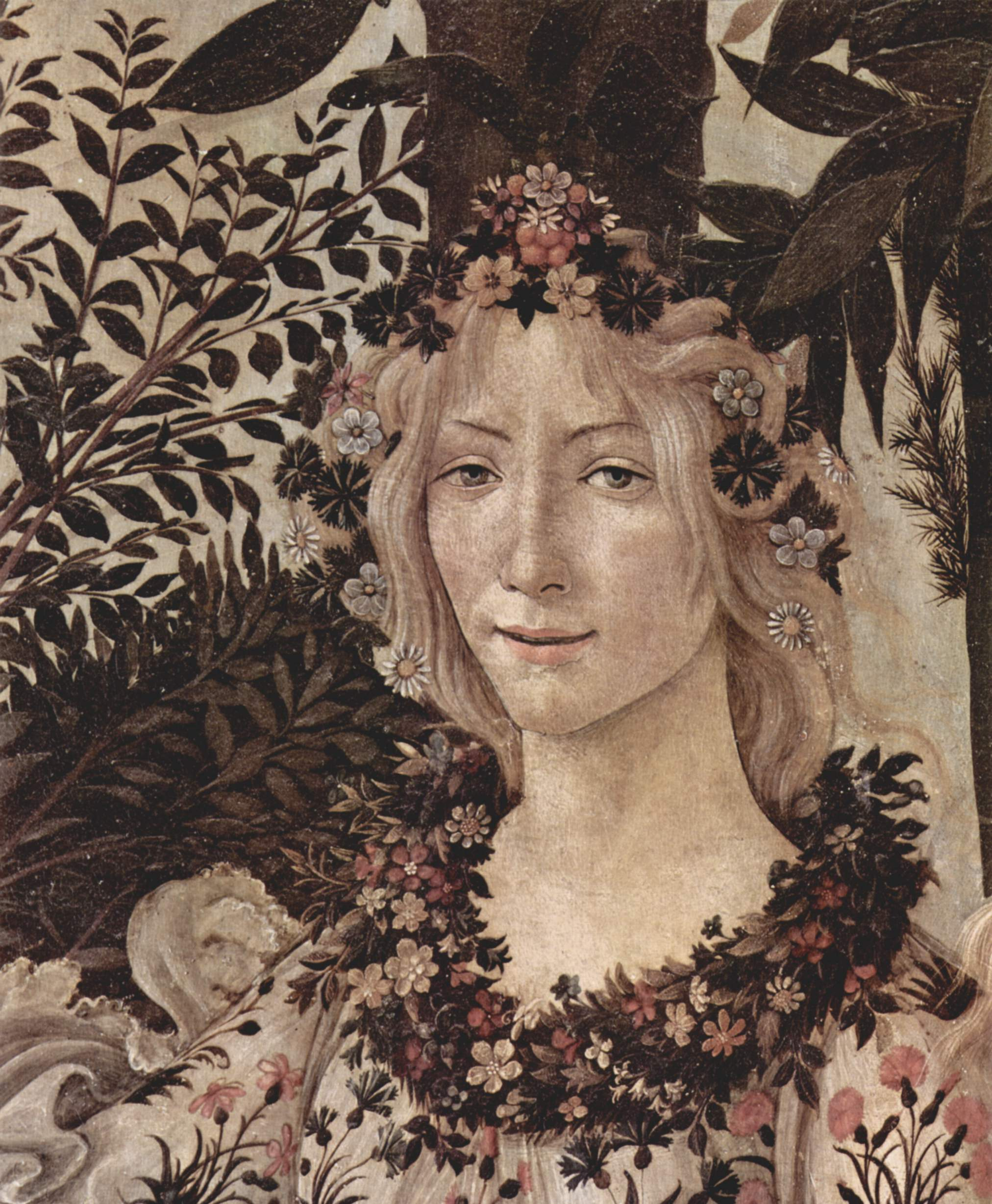
Flóra
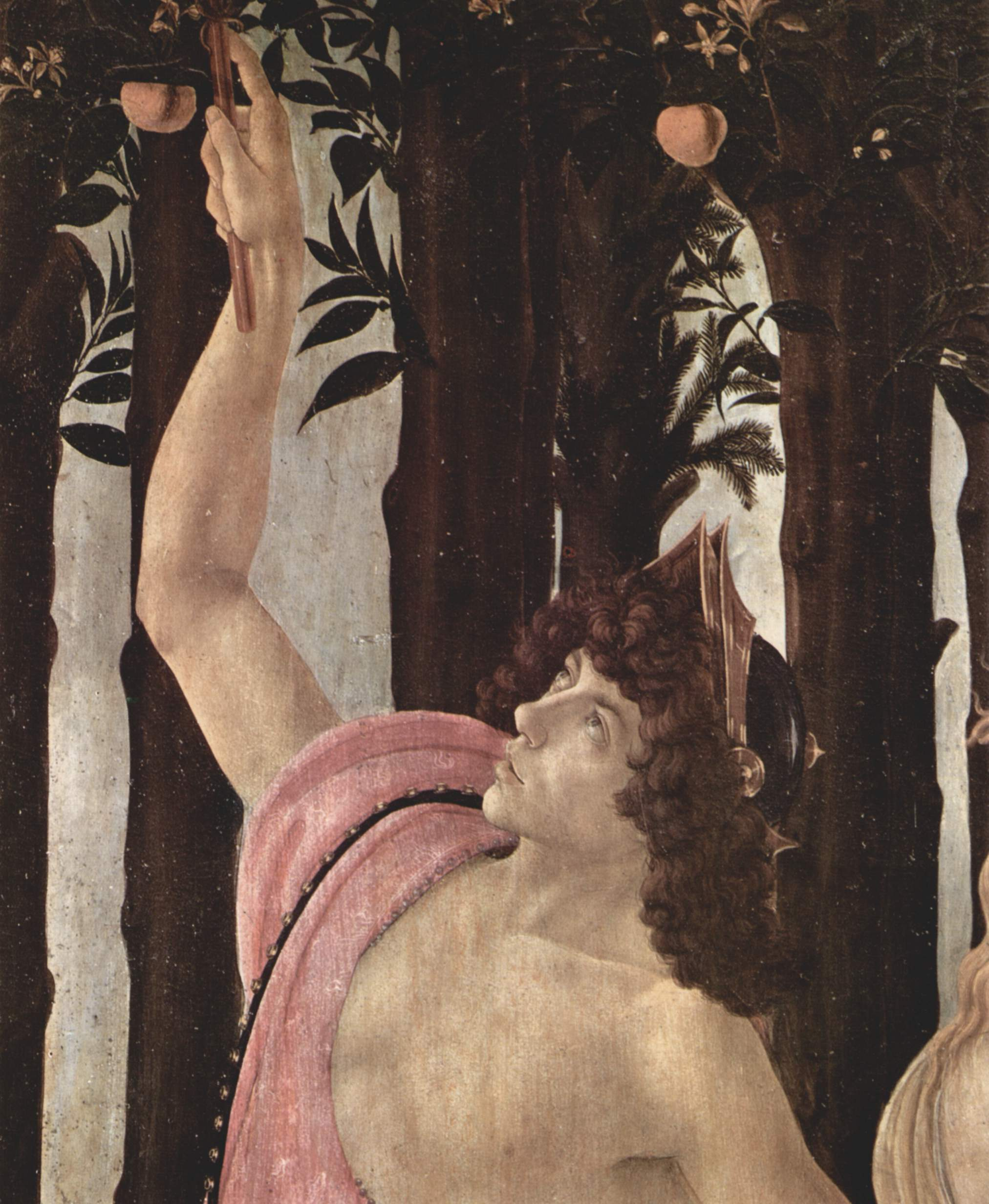
Merkur